# Cladocoryne minuta
Cladocoryne minuta is een hydroïdpoliep uit de familie Cladocorynidae. De poliep komt uit het geslacht Cladocoryne. Cladocoryne minuta werd in 2005 voor het eerst wetenschappelijk beschreven door Watson. 